# Sông Đa Guy
Sông Đa Guy (tên khác: Sông Da Guy) là một con sông đổ vào sông Đa Huoai. Sông Đa Guy chảy qua các tỉnh Đồng Nai, Lâm Đồng .
Sông có chiều dài 19 km và diện tích lưu vực là 75 km².

## Dòng chảy
Sông Đa Guy khởi nguồn từ phía đông thị trấn Ma Đa Gui huyện Đạ Huoai tỉnh Lâm Đồng. Sông chảy về hướng tây, qua xã Ma Đa Gui thì chuyển hướng bắc, là ranh giới giữa huyện Đạ Huoai, Lâm Đồng với huyện Tân Phú, Đồng Nai, rồi đổ vào sông Đa Huoai 

## Chỉ dẫn
1. ↑  Có lỗi đánh máy trong Qđ. 1989/QĐ-TTg, là sông dài 19 km không đủ dài để qua 3 tỉnh, và ở Việt Nam không có sông nào là sông Đa Guoay.